# Romániai magyar albumok
Album Erdélyben (1918-1980). Album eredetileg fehér gipszréteggel bevont tábla, amelyre a római Forumon a közérdekű hirdetéseket függesztették ki. A XVIII. századtól díszes kiállítású, rendszerint illusztrált, könyv formájú alkalmi kiadványok neve.

## Albumok a két világháború közt

### Színháztörténeti albumok
A romániai magyar könyvkiadás albumai közül elsősorban a színháztörténeti vonatkozásúak forrásértékűek. Szerepüket a Kolozsvári Színész Album (1923) prológusa fogalmazta meg találóan: "Emléket akarunk állítani a magyar színészet jelenének. Valamit, egy-két sor írást, amely visszariasztja a kérlelhetetlen idővel mindig egyszerre érkező feledést..." Hasonló célt szolgált a neves írók bevonásával szerkesztett Nagy Gyula Album – Emléklapok Nagy Gyula jubileumára (szerk. Pálos István és Ferenczy György, Kolozsvár, 1923), s az erdélyi színészet vezéralakjának harmincéves színészi és huszonkét éves igazgatói jubileumára kiadott Dr. Janovics Jenő Emlékalbum 1894-1924 (összeállította Imre Sándor, Kolozsvár, 1924).

### Népművészeti albumok
Gyakorlatibb rendeltetésű Az Erdélyi Népművészetek Albuma – Magyar Népművészet (sajtó alá rendezte Podhorszky-Pálfi Sándor, Albert Mihály és Csöregi István közreműködésével, Kolozsvár, 1926); tartalmából kiemelkedik Kelemen Lajos tanulmánya a sövényfalvi református egyház birtokában levő hímzésekről és Nagy Emma verse Erdélyről.

### Jubileumi albumok
A jubileumi albumok közül említést érdemel a Nagybánya és Vidéke Ötven év visszhangja (Nagybánya, 1924) c. emlékalbuma, a legnagyobb magyar regényíró centenáriumára kiadott Jókai Erdélyben (Tabéry Géza és Incze Ernő összeállítása, műmellékletekkel, Nagyvárad, 1925), A kolozsvári Római Katholikus Főgimnázium Emlékalbuma 1579-1929 (Kolozsvár, 1930) és a "Nagyvárad" hatvanéves jubileumi albuma 1870-1930 (Nagyvárad, 1930), amely a város kulturális életének keresztmetszetét adja. Kis-Szamos-völgyi Album címmel 1937-ben Désen Sztojka László adott tájjellegű művelődéstörténeti körképet Dési Huber István, Lázár Éva, Piskolti Gábor és Simon Béla képeinek művészi reprodukcióival, a dési és szamosújvári munkatársak fényképeivel. A kötet a Szamos-vidék munkásmozgalmára is kitér.

### Képzőművészeti albumok
Az album a sokszorosított grafika terjesztésére is szolgál. Nálunk Kós Károly kezdeményezésére és előszavával már 1921 júniusában megjelent Tóth István 10 eredeti linóleummetszetet tartalmazó mappája. Huszonöt számozott amatőr példány a művész saját kezű nyomásával és aláírásával készült Kolozsvárt. 1925-ben ugyanitt Papp Lajos Hamburg (hat rézkarc) és Nagyenyedi Lajos Tíz eredeti kőrajz c. mappái jelentek meg. Kós Károly 1927-ben német magyarázó szöveggel és utószóval 31 régi erdélyi épületről készített linóleummetszetet bocsátott közre a Minerva kiadásában Transylvania címmel. A következő év tavaszán Nagy Imre készített negyven példányban levonatot 12 eredeti fametszetből álló sorozatáról.
Az 1930-as években Leon Alex két mappája tíz-tíz litografált rajzzal (Nagyvárad, 1934, 1936) a harcos baloldalt képviselte; Ruzicskay György képregény igényű rajzsorozata (Szerelemkereső, Nagyvárad, 1935; Világosság felé, Nagyvárad, 1936) a kor szinte minden jelentős művészi törekvését felvillantotta. 1936-ban Kodolányi János előszavával Debrecenben jelent meg, de a hazai művészettől elszakíthatatlan az örökké magányos festő Nagy Istvánnak Falusiak c. mappája.
A sokszorosított grafikában mint kommunikációs eszközben rejlő lehetőségeket legkövetkezetesebben Gy. Szabó Béla aknázta ki azáltal, hogy különböző technikával készült műveiből rendszeresen állított össze albumokat: Liber Miserorum, Kolozsvár, 1935; Barangoló Könyv – Liber Vagabundi, Kolozsvár, 1939; Homokvilág, Kolozsvár, 1941; 25 fametszet, 1949; Kínai úti vázlatok, 1959 (román kísérőszöveggel ellátott kiadásban is); Hónapok, 1973; Mexikói tél, 1974; La divina commedia, Kolozsvár, 1976 (a dantei műből vett idézetekkel olasz, román, német és magyar nyelvű kiadásban).
Az 1940-es évek elején Reschner Gyula (1942, 1944), valamint M. Makkai Piroska (Az asszony c. mappáját 1943-ban a Méhkas jelentette meg) biztosítják a folytonosságot.
A két világháború közötti kor képzőművészeti albumainak sorában érdekes színfoltot képvisel Diósy Antal Ecce homó (így!) c. kolozsvári és nagyváradi karikatúragyűjteménye (Kolozsvár, 1923).

## Albumok a II. világháború után
A második világháború után a fotómontázsokból összeállított ún. mozgósító albumok mellett (A falusi műkedvelő kultúrcsoportok tevékenységéből, 1956; Védd a madarat! Marosvásárhely, 1973; Kolozs megye. Három évtized jelképei 1944-1974); tág tér nyílik az igényesebb művészeti kiadványok számára is, mint amilyen Izraeli: Memento 1942-1946, Kolozsvár, 1947; Lupény 1929-1959. 24 linóleummetszet, 1959; Nagy Imre: Kétszáz rajz, 1973; Kántor Lajos-Ritoók János: Korunk Galéria 50, a Korunk megalapításának évfordulójára, Kolozsvár, 1976; uők: Korunk Adyja, Kolozsvár, 1977 és Korunk Galéria – Szülőföld, Kolozsvár, 1978.
A népművészet megbecsülését Cs. Gergely Gizella-Haáz Sándor (etnográfus) Udvarhelyi varrottasok (1976) és Sinkó-Kalló Katalin: Kalotaszegi nagyírásos (1980) c. reprezentatív albuma mellett Csiszér Imre, Csulak Magda, Kardalus János, Kovács Dénes, Molnár István és társaik számos album igényű munkája jelezte; ezek mint a Népi Alkotások és a művészeti tömegmozgalom megyei irányító központjainak kiadványai kerültek forgalomba.
Albumkiadásunk sajátos válfaját teremtette meg Erdélyi Lajos fényképész riporter, amikor muzeális becsű fényképfelvételeket tett a mai technika szintjén hozzáférhetővé és közölhetővé. Így adta ki Orbán Balázs A Székelyföld leírásához készített eredeti felvételeit (Székelyföld képekben, 1971), Teleki Sámuel közép-afrikai felfedező útjának fotódokumentumait (Teleki Samu Afrikában, 1977), és Régi zsidó temetők művészete c. fotókönyvét (1980). Nyomában jelentek meg Benedek Zoltán könyvében (A Szilágyságtól Új-Guineáig, 1979) Bíró Lajos óceániai fényképfelvételei.
Tágabb értelemben albumok gyanánt tarthatjuk számon színházaink jubileumi kiadványait is (175 éves a kolozsvári Állami Magyar Színház, 1967. november 11.; 25 éves a marosvásárhelyi Állami Színház, 1946-1971).